# Morticia Addams
Morticia Frump Addams is de fictieve matriarch van de eveneens fictieve Addams Family. Ze is bedacht door striptekenaar Charles Addams voor een stripreeks in het tijdschrift The New Yorker.
Morticia kreeg pas een naam toen de strip werd omgezet naar een televisieserie. Haar naam is afgeleid van Mors Mortis, het Latijnse woord voor 'dood'. Morticia's eigen achternaam is 'Frump'.

## Familiebanden
Morticia is de vrouw van Gomez Addams en moeder van Wednesday en Pugsley.
In de originele serie was Morticia de dochter van Hester Frump, was Fester Addams haar oom, en had ze een zus genaamd Ophelia. In alle andere incarnaties is Morticia de dochter van Oma Addams, en is Fester de broer van Gomez.

## Soort
Morticia is onnatuurlijk bleek, heeft een gothic uiterlijk en gaat gekleed in een strakke, zwarte jurk. Dit uiterlijk plus het feit dat haar naam is afgeleid van het Latijnse woord voor “dood” suggereert dat Morticia mogelijk geen mens is, maar een vampier of zombie. Dit wordt echter in geen van de Addams Family-producties bevestigd.
Er zijn geruchten dat Morticia's originele uiterlijk, zoals ze te zien was in de Addams Family strips, gebaseerd zijn op Maila Nurmi's personage “Vampira”, de voorloper van Elvira.
In de originele televisieserie had Morticia de gave om kaarsen aan te steken door ze enkel aan te raken met haar vingers. Maar tegenwoordig kan Morticia ook letterlijk stoom afblazen; wanneer ze zich wil ontspannen rookt haar lichaam.

## Persoonlijkheid
Morticia dient als het hart en ziel van de Addams Family. Ze wordt vaak beschreven als een femme fatale. Zij en Gomez hebben een sterke relatie. Vooral als Morticia Franse woorden gebruikt slaat Gomez' hart op hol.
Morticia is een glamoureuze verleidster. Ze is verder elegant, artistiek en muzikaal. Ze zingt opera, danst de tango en bespeelt verschillende muziekinstrumenten. Ze heeft een vleesetende plant genaamd Cleopatra als 'huisdier'.

## Actrices
In de originele televisieserie werd Morticia gespeeld door Carolyn Jones. Zij deed tevens Morticia's stem in de aflevering van The New Scooby-Doo Movies waarin de familie een gastoptreden had. In de eerste animatieserie werd Morticia's stem gedaan door Janet Waldo. In de tweede animatieserie werd Mortcia's stem gedaan door Nancy Linari.
In de films The Addams Family en Addams Family Values werd Morticia gespeeld door Anjelica Huston. In de film Addams Family Reunion werd ze gespeeld door Daryl Hannah.
In de serie The New Addams Family werd Morticia gespeeld door Ellie Harvie.
In de Netflix televisieserie Wednesday uit 2022 wordt Morticia Addams vertolkt door Catherine Zeta-Jones.

## Trivia
- Morticia is samen met Lurch de enige van de Addams Family personages die al in de allereerste strip meedeed. De overige personages werden pas in de strips erop geïntroduceerd.